# Гасанов, Вагиф Бахрам оглы
Вагиф Бахрам оглы Гасанов (азерб. Həsənov Vaqif Bəhram oğlu; род. 18 февраля 1959, Агдамский район) — глава исполнительной власти Агдамского района Республики Азербайджан.

## Биография
Родился 18 февраля 1959 года в Агдамском районе. В 1986 году окончил исторический факультет Азербайджанского государственного университета.
В 1991 году окончил факультет политологии Бакинского института социального управления и политологии.
В 2003 году окончил факультет разработки месторождений полезных ископаемых, разработки и эксплуатации нефтегазовых месторождений Азербайджанской государственной нефтяной академии.
С 1977 года являлся рабочим Бардинского межколхозного строительного управления. С 1980 по 1987 год являлся слесарем Управления по добыче нефти и газа им. 26 бакинских комиссаров. С 1987 по 1989 год — секретарь партийной организации жилищно-коммунального хозяйства данного управления. С 1991 года — секретарь партийного комитета Управления.
С 1991 по 1995 год — начальник специального отдела Управления по добыче нефти и газа им. А. Дж. Амирова.
С 1995 по 2001 год — начальник жилищно-коммунального хозяйства Управления по добыче нефти и газа им. Г. З. Тагиева. С 2001 по 2005 год — начальник отдела кадров данного управления.
С 2005 по 2006 год — заместитель начальника по общим вопросам Управления по добыче нефти и газа им. Н. Нариманова.
С 2006 по 2011 год являлся заместителем главы Исполнительной власти Гарадагского района г. Баку.
С 2011 по 2013 год — заместитель, с 2013 по 2018 год — первый заместитель главы Исполнительной власти Хазарского района г. Баку.
Глава исполнительной власти Агдамского района (с 28 августа 2018).

## Награды
- Медаль «За отличие на государственной службе» (31 июля 2018, за плодотворную деятельность на государственной службе)[2]